# Leptothorax volgensis
Leptothorax volgensis är en myrart som beskrevs av Mikhail Dmitrievich Ruzsky 1905. Leptothorax volgensis ingår i släktet smalmyror, och familjen myror. Inga underarter finns listade i Catalogue of Life.